# Parigi-Nizza 2018
La Parigi-Nizza 2018, settantaseiesima edizione della corsa e valida come sesta prova dell'UCI World Tour 2018 categoria 2.UWT, si svolse in otto tappe dal 4 all'11 marzo 2018 su un percorso di 1 198,9 km, con partenza da Chatou e arrivo a Nizza, in Francia. La vittoria fu appannaggio dello spagnolo Marc Soler, che completò il percorso in 30h22'41", alla media di 39,463 km/h, precedendo il britannico Simon Yates e lo spagnolo Gorka Izagirre.
Sul traguardo di Nizza 78 ciclisti, su 154 partiti da Chatou, portarono a termine la competizione.

## Tappe
| Tappa  | Data     | Percorso                                          | km      | Vincitore di tappa | Leader cl. generale |
| ------ | -------- | ------------------------------------------------- | ------- | ------------------ | ------------------- |
| 1ª     | 4 marzo  | Chatou > Meudon                                   | 135     | Arnaud Démare      | Arnaud Démare       |
| 2ª     | 5 marzo  | Orsonville > Vierzon                              | 187,5   | Dylan Groenewegen  | Arnaud Démare       |
| 3ª     | 6 marzo  | Bourges > Châtel-Guyon                            | 210     | Jonathan Hivert    | Luis León Sánchez   |
| 4ª     | 7 marzo  | La Fouillouse > Saint-Étienne (cron. individuale) | 18,4    | Wout Poels         | Luis León Sánchez   |
| 5ª     | 8 marzo  | Salon-de-Provence > Sisteron                      | 165     | Jérôme Cousin      | Luis León Sánchez   |
| 6ª     | 9 marzo  | Sisteron > Vence                                  | 198     | Rudy Molard        | Luis León Sánchez   |
| 7ª     | 10 marzo | Nizza > Valdeblore La Colmiane                    | 175     | Simon Yates        | Simon Yates         |
| 8ª     | 11 marzo | Nizza > Nizza                                     | 110     | David de la Cruz   | Marc Soler          |
| Totale | Totale   | Totale                                            | 1 198,9 |                    |                     |

## Squadre e corridori partecipanti
| N.      | Cod. | Squadra              |
| ------- | ---- | -------------------- |
| 1-7     | SKY  | Team Sky             |
| 11-17   | UAD  | UAE Team Emirates    |
| 21-27   | TBM  | Bahrain-Merida       |
| 31-37   | QST  | Quick-Step Floors    |
| 41-47   | TKA  | Team Katusha Alpecin |
| 51-57   | MTS  | Mitchelton-Scott     |
| 61-67   | ALM  | AG2R La Mondiale     |
| 71-77   | BMC  | BMC Racing Team      |
| 81-87   | TFS  | Trek-Segafredo       |
| 91-97   | AST  | Astana Pro Team      |
| 101-107 | LTS  | Lotto Soudal         |

| N.      | Cod. | Squadra                        |
| ------- | ---- | ------------------------------ |
| 111-117 | GFC  | Groupama-FDJ                   |
| 121-127 | MOV  | Movistar Team                  |
| 131-137 | FST  | Team Fortuneo-Samsic           |
| 141-147 | TLJ  | Team Lotto NL-Jumbo            |
| 151-157 | SUN  | Team Sunweb                    |
| 161-167 | COF  | Cofidis                        |
| 171-177 | EFD  | Team EF Education First-Drapac |
| 181-187 | DDD  | Team Dimension Data            |
| 191-197 | BOH  | Bora-Hansgrohe                 |
| 201-207 | TDE  | Direct Énergie                 |
| 211-217 | DMP  | Delko Marseille Provence KTM   |

## Dettagli delle tappe

### 1ª tappa
- 4 marzo: Chatou > Meudon – 135 km

Risultati
| Pos. | Corridore          | Squadra      | Tempo    |
| ---- | ------------------ | ------------ | -------- |
| 1    | Arnaud Démare      | FDJ          | 3h07'39" |
| 2    | Gorka Izagirre     | Bahrain-Mer. | s.t.     |
| 3    | Christophe Laporte | Cofidis      | s.t.     |

| Pos. | Corridore          | Squadra      | Tempo    |
| ---- | ------------------ | ------------ | -------- |
| 1    | Arnaud Démare      | FDJ          | 3h07'29" |
| 2    | Gorka Izagirre     | Bahrain-Mer. | a 4"     |
| 3    | Christophe Laporte | Cofidis      | a 6"     |

### 2ª tappa
- 5 marzo: Orsonville > Vierzon – 187,5 km

Risultati
| Pos. | Corridore         | Squadra    | Tempo    |
| ---- | ----------------- | ---------- | -------- |
| 1    | Dylan Groenewegen | Lotto NL   | 4h51'31" |
| 2    | Elia Viviani      | Quick-Step | s.t.     |
| 3    | André Greipel     | Lotto      | s.t.     |

| Pos. | Corridore          | Squadra      | Tempo    |
| ---- | ------------------ | ------------ | -------- |
| 1    | Arnaud Démare      | FDJ          | 7h58'57" |
| 2    | Gorka Izagirre     | Bahrain-Mer. | a 7"     |
| 3    | Christophe Laporte | Cofidis      | a 8"     |

### 3ª tappa
- 6 marzo: Bourges > Châtel-Guyon – 210 km

Risultati
| Pos. | Corridore         | Squadra    | Tempo    |
| ---- | ----------------- | ---------- | -------- |
| 1    | Jonathan Hivert   | Direct     | 5h22'49" |
| 2    | Luis León Sánchez | Astana     | a 1"     |
| 3    | Rémy Di Grégorio  | Delko Mar. | s.t.     |

| Pos. | Corridore         | Squadra      | Tempo     |
| ---- | ----------------- | ------------ | --------- |
| 1    | Luis León Sánchez | Astana       | 13h21'56" |
| 2    | Arnaud Démare     | FDJ          | a 28"     |
| 3    | Gorka Izagirre    | Bahrain-Mer. | a 35"     |

### 4ª tappa
- 7 marzo: La Fouillouse > Saint-Étienne – Cronometro individuale – 18,4 km

Risultati
| Pos. | Corridore          | Squadra    | Tempo  |
| ---- | ------------------ | ---------- | ------ |
| 1    | Wout Poels         | Sky        | 25'33" |
| 2    | Marc Soler         | Movistar   | a 11"  |
| 3    | Julian Alaphilippe | Quick-Step | a 16"  |

| Pos. | Corridore          | Squadra    | Tempo     |
| ---- | ------------------ | ---------- | --------- |
| 1    | Luis León Sánchez  | Astana     | 13h47'57" |
| 2    | Wout Poels         | Sky        | a 15"     |
| 3    | Julian Alaphilippe | Quick-Step | a 26"     |

### 5ª tappa
- 8 marzo: Salon-de-Provence > Sisteron – 165 km

Risultati
| Pos. | Corridore     | Squadra | Tempo    |
| ---- | ------------- | ------- | -------- |
| 1    | Jérôme Cousin | Direct  | 3h57'25" |
| 2    | Nils Politt   | Katusha | a 2"     |
| 3    | André Greipel | Lotto   | a 4"     |

| Pos. | Corridore          | Squadra    | Tempo     |
| ---- | ------------------ | ---------- | --------- |
| 1    | Luis León Sánchez  | Astana     | 17h45'26" |
| 2    | Wout Poels         | Sky        | a 15"     |
| 3    | Julian Alaphilippe | Quick-Step | a 26"     |

### 6ª tappa
- 9 marzo: Sisteron > Vence – 198 km

Risultati
| Pos. | Corridore          | Squadra    | Tempo    |
| ---- | ------------------ | ---------- | -------- |
| 1    | Rudy Molard        | FDJ        | 4h40'05" |
| 2    | Tim Wellens        | Lotto      | a 2"     |
| 3    | Julian Alaphilippe | Quick-Step | s.t.     |

| Pos. | Corridore          | Squadra    | Tempo     |
| ---- | ------------------ | ---------- | --------- |
| 1    | Luis León Sánchez  | Astana     | 22h25'33" |
| 2    | Julian Alaphilippe | Quick-Step | a 22"     |
| 3    | Marc Soler         | Movistar   | a 26"     |

### 7ª tappa
- 10 marzo: Nizza > Valdeblore La Colmiane – 175 km

Risultati
| Pos. | Corridore    | Squadra      | Tempo    |
| ---- | ------------ | ------------ | -------- |
| 1    | Simon Yates  | Mitchelton   | 5h02'54" |
| 2    | Dylan Teuns  | BMC          | a 8"     |
| 3    | Ion Izagirre | Bahrain-Mer. | s.t.     |

| Pos. | Corridore      | Squadra      | Tempo     |
| ---- | -------------- | ------------ | --------- |
| 1    | Simon Yates    | Mitchelton   | 27h29'02" |
| 2    | Ion Izagirre   | Bahrain-Mer. | a 11"     |
| 3    | Gorka Izagirre | Bahrain-Mer. | a 12"     |

### 8ª tappa
- 11 marzo: Nizza > Nizza – 110 km

Risultati
| Pos. | Corridore        | Squadra  | Tempo    |
| ---- | ---------------- | -------- | -------- |
| 1    | David de la Cruz | Sky      | 2h53'06" |
| 2    | Omar Fraile      | Astana   | s.t.     |
| 3    | Marc Soler       | Movistar | a 3"     |

| Pos. | Corridore      | Squadra      | Tempo     |
| ---- | -------------- | ------------ | --------- |
| 1    | Marc Soler     | Movistar     | 30h22'41" |
| 2    | Simon Yates    | Mitchelton   | a 4"      |
| 3    | Gorka Izagirre | Bahrain-Mer. | a 14"     |

## Evoluzione delle classifiche
| Tappa              | Vincitore          | Classifica generale Maglia gialla | Classifica a punti Maglia verde | Classifica scalatori Maglia a pois | Classifica giovani Maglia bianca | Classifica a squadre |
| ------------------ | ------------------ | --------------------------------- | ------------------------------- | ---------------------------------- | -------------------------------- | -------------------- |
| 1ª                 | Arnaud Démare      | Arnaud Démare                     | Arnaud Démare                   | Pierre-Luc Périchon                | Felix Großschartner              | Bahrain-Merida       |
| 2ª                 | Dylan Groenewegen  | Arnaud Démare                     | Arnaud Démare                   | Pierre-Luc Périchon                | Marc Soler                       | Bahrain-Merida       |
| 3ª                 | Jonathan Hivert    | Luis León Sánchez                 | Arnaud Démare                   | Pierre-Luc Périchon                | Felix Großschartner              | Bahrain-Merida       |
| 4ª                 | Wout Poels         | Luis León Sánchez                 | Arnaud Démare                   | Pierre-Luc Périchon                | Marc Soler                       | Team Sky             |
| 5ª                 | Jérôme Cousin      | Luis León Sánchez                 | Arnaud Démare                   | Jérôme Cousin                      | Marc Soler                       | Team Sky             |
| 6ª                 | Rudy Molard        | Luis León Sánchez                 | Arnaud Démare                   | Fabien Grellier                    | Marc Soler                       | Mitchelton-Scott     |
| 7ª                 | Simon Yates        | Simon Yates                       | Tim Wellens                     | Thomas De Gendt                    | Marc Soler                       | Mitchelton-Scott     |
| 8ª                 | David de la Cruz   | Marc Soler                        | Tim Wellens                     | Thomas De Gendt                    | Marc Soler                       | Bahrain-Merida       |
| Classifiche finali | Classifiche finali | Marc Soler                        | Tim Wellens                     | Thomas De Gendt                    | Marc Soler                       | Bahrain-Merida       |

## Classifiche finali

### Classifica generale - Maglia gialla
| Pos. | Corridore           | Squadra      | Tempo     |
| ---- | ------------------- | ------------ | --------- |
| 1    | Marc Soler          | Movistar     | 30h22'41" |
| 2    | Simon Yates         | Mitchelton   | a 4"      |
| 3    | Gorka Izagirre      | Bahrain-Mer. | a 14"     |
| 4    | Ion Izagirre        | Bahrain-Mer. | a 16"     |
| 5    | Tim Wellens         | Lotto        | s.t.      |
| 6    | Dylan Teuns         | BMC          | a 32"     |
| 7    | Patrick Konrad      | Bora         | a 44"     |
| 8    | Alexis Vuillermoz   | AG2R         | a 1'54"   |
| 9    | David de la Cruz    | Sky          | a 2'15"   |
| 10   | Felix Großschartner | Bora         | a 2'35"   |

### Classifica a punti - Maglia verde
| Pos. | Corridore          | Squadra      | Punti |
| ---- | ------------------ | ------------ | ----- |
| 1    | Tim Wellens        | Lotto        | 37    |
| 2    | Gorka Izagirre     | Bahrain-Mer. | 31    |
| 3    | Julian Alaphilippe | Quick-Step   | 28    |
| 4    | Marc Soler         | Movistar     | 27    |
| 5    | Simon Yates        | Mitchelton   | 24    |

### Classifica scalatori - Maglia a pois
| Pos. | Corridore        | Squadra    | Punti |
| ---- | ---------------- | ---------- | ----- |
| 1    | Thomas De Gendt  | Lotto      | 69    |
| 2    | Omar Fraile      | Astana     | 37    |
| 3    | Simon Yates      | Mitchelton | 21    |
| 4    | Marc Soler       | Movistar   | 21    |
| 5    | David de la Cruz | Sky        | 19    |

### Classifica giovani - Maglia bianca
| Pos. | Corridore           | Squadra  | Punti     |
| ---- | ------------------- | -------- | --------- |
| 1    | Marc Soler          | Movistar | 30h22'41" |
| 2    | Felix Großschartner | Bora     | a 2'35"   |
| 3    | Richard Carapaz     | Movistar | a 3'47"   |
| 4    | Sam Oomen           | Sunweb   | a 5'03"   |
| 5    | M. Cort Nielsen     | Astana   | a 52'49"  |

### Classifica a squadre
| Pos. | Squadra          | Tempo     |
| ---- | ---------------- | --------- |
| 1    | Bahrain-Merida   | 91h31'07" |
| 2    | Astana Pro Team  | a 4'23"   |
| 3    | Mitchelton-Scott | a 6'14"   |
| 4    | AG2R La Mondiale | a 6'29"   |
| 5    | Bora-Hansgrohe   | a 9'28"   |